# Zaleptiolus aureolus
Zaleptiolus aureolus is een hooiwagen uit de familie Sclerosomatidae.